# دین پلار
دین پلار (انگلیسی: Dean Pullar؛ زادهٔ ۱۱ may ۱۹۷۳ (۵۱ سال)) ورزشکار شیرجه اهل استرالیا است.
وی در مسابقات کشوری و بین‌المللی در مجموع برندهٔ ۲ مدال نقره، ۲ مدال برنز شده‌است.